# Przestrojnik titonus
Przestrojnik titonus (Pyronia tithonus) – motyl dzienny z rodziny rusałkowatych.

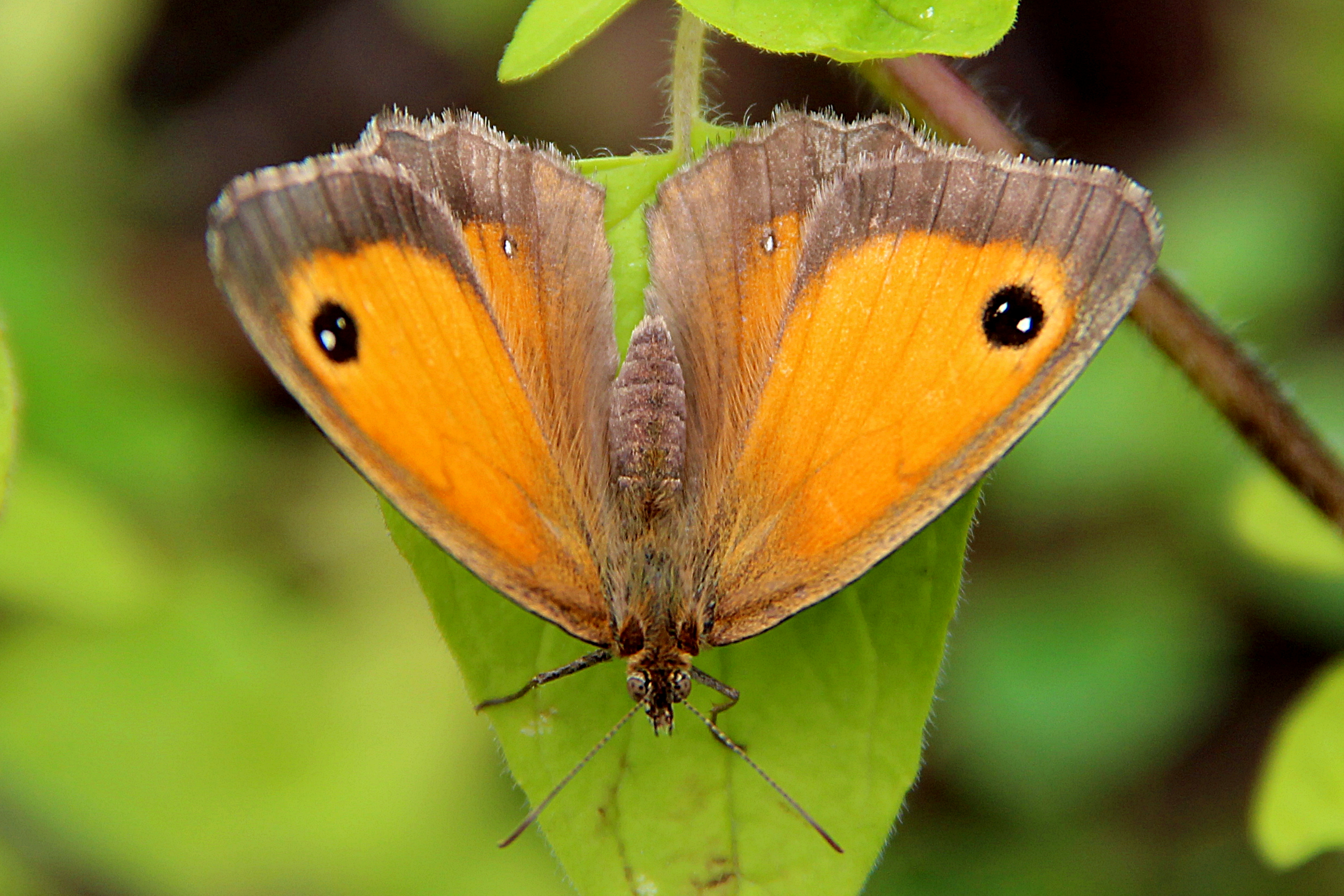
Pyronia tithonus samica

## Wygląd
Rozpiętość skrzydeł od 36 do 42 mm, dymorfizm płciowy dość wyraźny: samce, w przeciwieństwie do samic, na przednim skrzydle mają ciemną ukośną plamę zapachową.

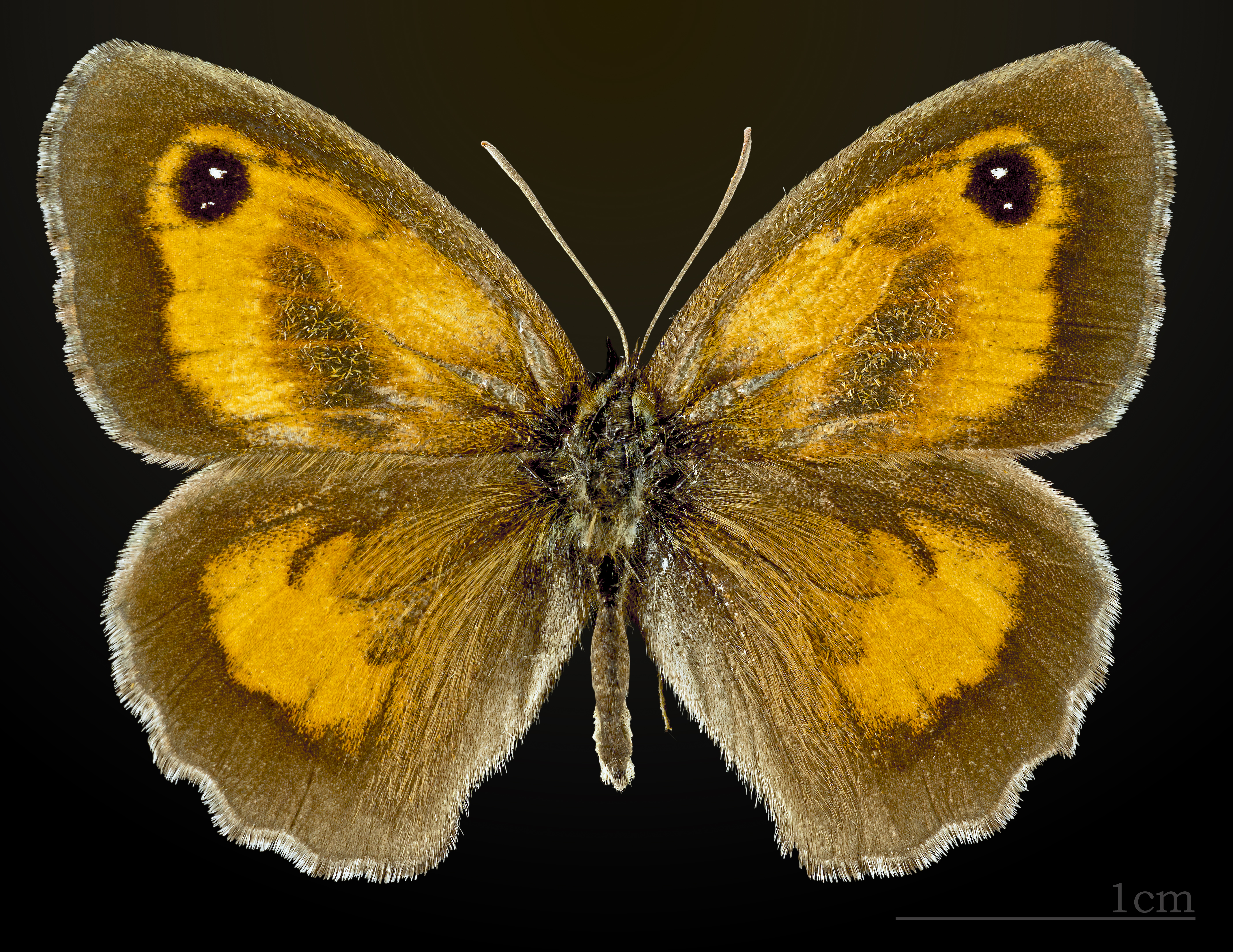
♂
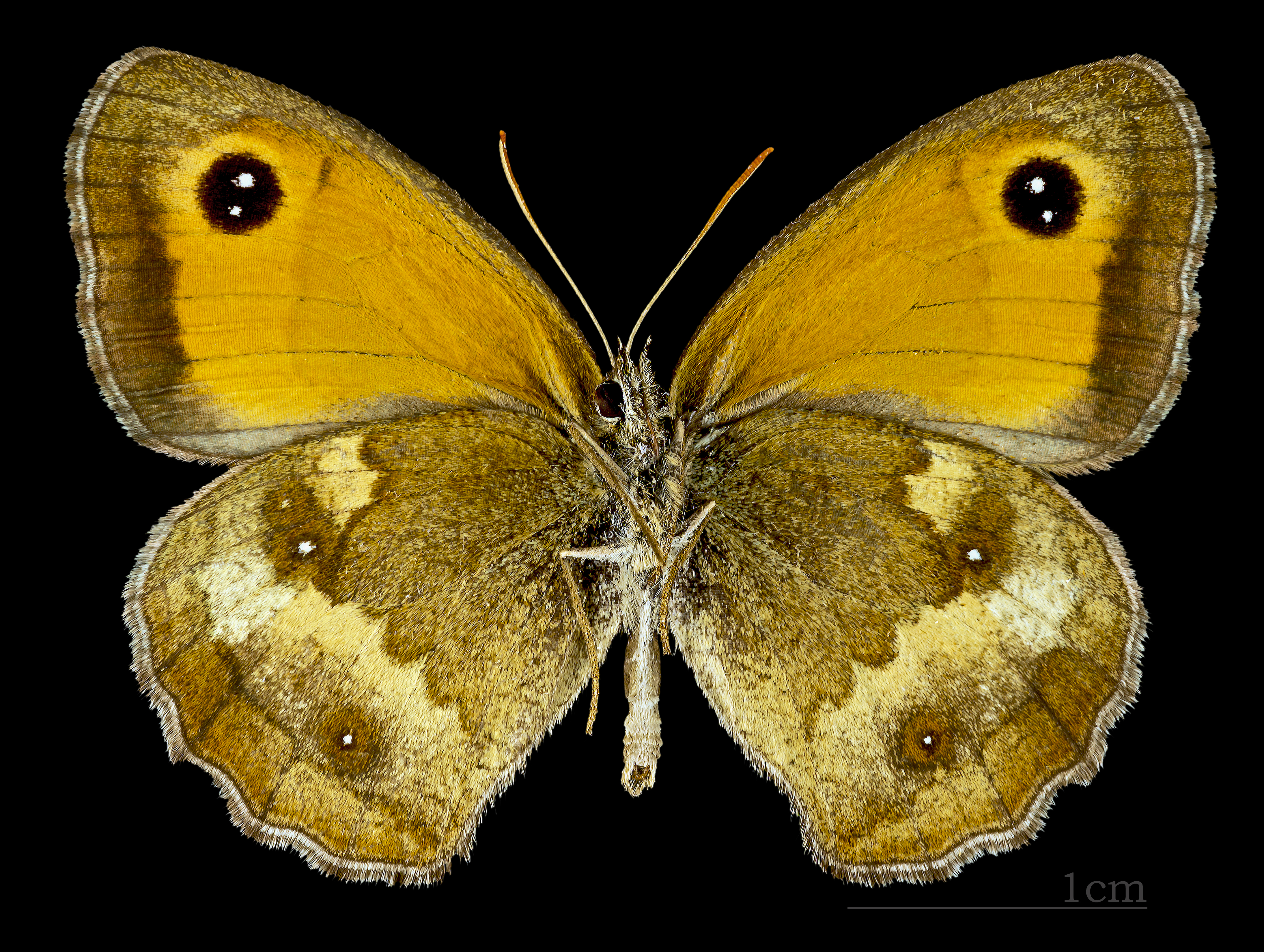
♂ △
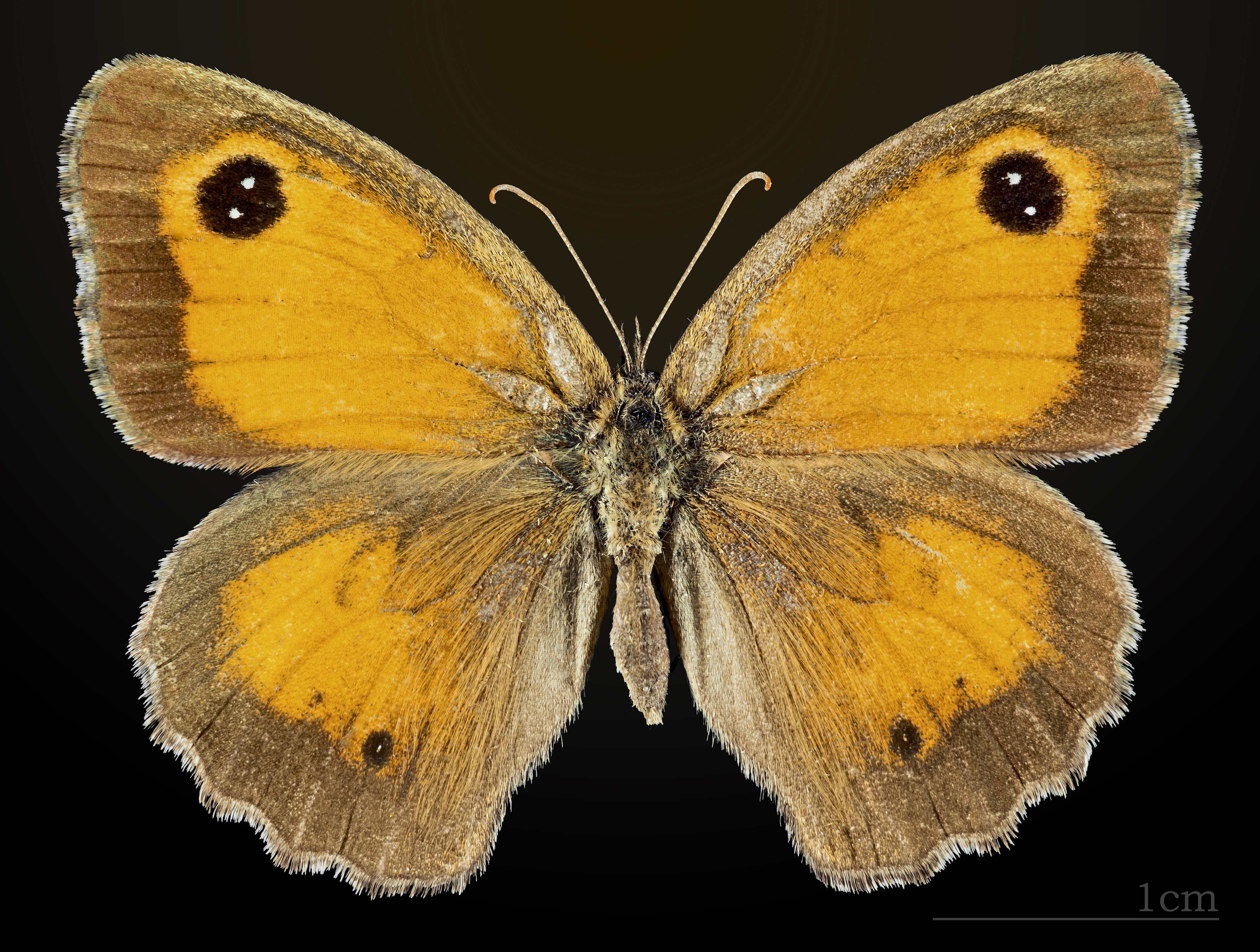
♀
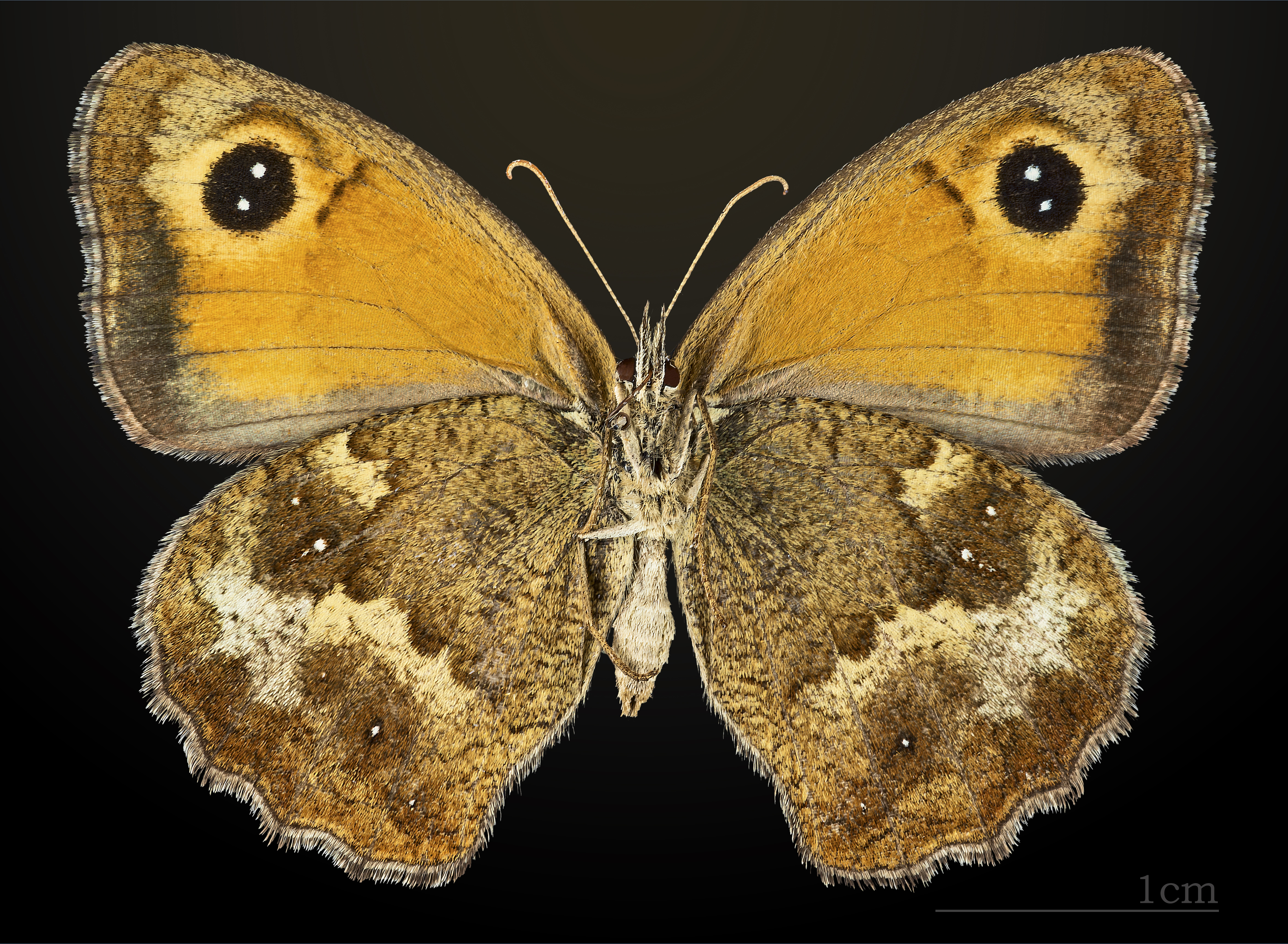
♀ △

## Siedlisko
Ciepłe zarośla na skrajach lasu, polany i zadrzewienia śródpolne.

## Biologia i rozwój
Wykształca jedno pokolenie w roku (lipiec-sierpień). Rośliny żywicielskie: głównie życica trwała, kostrzewa czerwona i mietlica pospolita. Jaja składane są w pobliżu roślin żywicielskich, zwykle wypuszczane w locie. Larwy wylęgają się po 2-2,5 tygodniach, żerują nocą. Stadium poczwarki trwa 2-3 tygodnie.

## Rozmieszczenie geograficzne
Gatunek atlantycko-śródziemnomorski, w Polsce ma tylko jedno stanowisko w województwie lubuskim. Gatunek wymierający.
W Polsce gatunek ten objęty jest częściową ochroną gatunkową.